# さくらの唄 (漫画)
『さくらの唄』（さくらのうた）は、1990年から1991年にかけて「週刊ヤングマガジン」に連載された安達哲の漫画作品。全3巻。単行本は絶版だが、文庫版として上下巻が復刊されている。

## 概要
前半部はモラトリアムをテーマに高校三年生である主人公のありふれた日常と学校生活が描かれるが、中盤に差し掛かると一転その裏でじわじわと進行していた主人公の叔父による金・権力・支配・暴力・セックスが一気に氾濫し、主人公の苦悩と大人の闇の対比が秀逸なタッチで描かれている。

作者曰く「先のことは全く考えずメチャクチャに描いていて出来上がった作品」で、画塾に通っていた経験から発想しているという。
後半に進むにつれセックス描写が増えていったため発禁になりかけており、最終巻では成年コミック指定がされている。
連載当時はその事も一因となって打ち切りの憂き目を見るが、現在でもカルト的な人気を持つ作品である。

## あらすじ
両親の海外赴任のため、美人だが出戻りの姉と二人で暮らす無気力な高校三年生・市ノ瀬利彦。彼は担任の三ツ輪先生に憧れを抱き、先生目当てで美術部にも所属していたが突然の妊娠によってその憧れは打ち砕かれてしまう。
また、同じクラスの美少女・仲村真理にも淡い想いを抱いているのだが、引っ込み思案な性格のためか話すこともままならないでいた。さらにそんな中、姉と暮らす自宅に不動産屋を営む親戚の金春夫妻が強引に転がり込み、うんざりするような共同生活が始まる。
美大進学のため画塾に通い始めた市ノ瀬は、偶然にもそこで同じく絵の勉強している仲村真理の姿を見つける。ちょっとした会話がきっかけで次第に心が打ち解けてゆく二人。
そんなある日、学校の文化祭で映画を上映する企画が持ち上がる。主演は仲村真理に決まり市ノ瀬とクラスメイトたちは一致団結し映画の撮影を進めていく。映画の撮影を通し青春を謳歌し始める市ノ瀬たち。
しかしその一方で叔父の金春はバブル景気を背景に金の力で市ノ瀬の住む街を牛耳っていくのだった…。

## 登場人物

### 主人公と家族
市ノ瀬 利彦（いちのせ としひこ）
主人公。富士桜ヶ丘高校の三年生。絵の才能はあるが何事にも無気力。担任の三ツ輪先生とクラスメイトの仲村真理の双方に淡い想いを抱く。仲村真理とは画塾に通い始めたことや文化祭の準備、映画の撮影を通じて心を通わせ始めるのだが文化祭初日の映画上映会での事件（これは久吉の仕掛けた謀略で、利彦達の作品をすり変えていた）によりその関係は断絶、一転唾棄される存在になってしまい、周囲からも軽蔑の目にさらされてしまう。だが、自分を陥れた久吉への反抗心から学校に通い続けた。その後アメリカ美術界の権威であるマルセル・クリスプに見出され渡米し成功する。

市ノ瀬 詠子（いちのせ えいこ）
利彦の姉。桜高の卒業生で三ツ輪先生の同窓生。元ヤンキーの美人で駅向こうの化粧品会社でOLをしている。以前は結婚して家を出ていたが夫のドメスティックバイオレンスに堪えかねて離婚し実家に戻ってきている。男勝りでサバサバした性格をしており、何度となく利彦のオナニーを目撃するがいつも平然としている。また利彦との姉弟仲は良く、給料日に寿司を奢ったり悩みを聞いてやったりしている。しかし金春夫妻のことは毛虫のように嫌っており、夫妻との同居が始まってからは家を空けることも多くなった。文化祭での出来事を知って久吉を刺殺しようとするが失敗し、逆に久吉やヤクザたちに報復として、その場で輪姦されてしまう。久吉の死後、莫大な遺産を受け取るが昔と変わらずOLを続けている。

金春 久吉（こんぱる ひさきち）
利彦・詠子の叔父。金春不動産の社長。子供は無く、妻と母親と世田谷の実家で暮らしていた。その後母親の死を契機に相続税対策で家を売却し、利彦と詠子の住む公営住宅に転がり込んできた。禿でみすぼらしい小男だが、その実は強欲かつ悪辣な謀略家でヤクザとも繋がりを持つ地上げ屋。金とヤクザの力で利彦の住む街を徐々に支配していく、本作の諸悪の権化。利彦を自分の会社の後継者として息子のようにかわいがっており、まだ高校生の利彦をキャバクラや風俗に連れて行ったり、借金でがんじがらめにした三ツ輪先生を初体験の相手としてあてがったりと、ある種利彦の父親代わりとなりつつ、文化祭でノヒラを中心として利彦達が苦心の末に作り上げた作品を三ツ輪先生との性行の映像にすり替えて孤立させ、支配しようとした。実家の売却益でその年の長者番付では一位となっていた。
野望達成の目前、戯れから真理を連れてのドライブで休憩のために途中下車したところ、突然車体下部に利彦が仕掛けた手製時限爆弾が破裂。そのショックによって心臓発作を起こし、因果応報の如く急死する。

金春の妻
久吉の妻で利彦・詠子の叔母。名前は不明。太った醜い中年女性でSMの趣味がある。久吉とは大学時代のサークルで知り合ったと思われる描写があり、その当時は痩せていて可憐な女性だった。夫婦に子供はいないが以前男子を死産しており、それに関係してか性欲処理を買って出るなど利彦を偏愛している。逆に詠子に対しては激しい嫌悪を示す。
久吉の死後は莫大な遺産を手に市ノ瀬姉弟の前から姿を消すが、市ノ瀬姉弟の家を乗っ取る野望は諦めていなかった模様。

### 桜高関係者
仲村 真理（なかむら まり）
利彦の同級生で桜高のマドンナ的存在。実家が金持ちのお嬢様で、高台にある豪邸に住んでいる。清楚でおしとやか、その深窓の令嬢然とした雰囲気から男子たちには逆に近寄りがたい存在でもある彼女だが、その実は親との関係に悩んだり進路に迷ったりとどこにでもいる普通の女の子である。画塾や文化祭準備での触れ合いを通じて利彦との距離は近づいていくのだが、上映会での事件を機に利彦と断絶する。高校卒業後は希望していたG美大に進学して教職過程を選択し、大学卒業後は母校である富士桜ヶ丘高校に美術教師として赴任する。
利彦との関係断絶後、周囲や金春夫妻らの嫌がらせにも負けず、美術家として大成した利彦への若干の嫉妬を示しこそしたものの、「最初から自分信じてやってればよかったのよ」という彼女の言葉で本作は締めくくられ、同時に一定の距離まで関係は修復した模様。

三ツ輪 裕子（みつわ ゆうこ）
利彦のクラスの担任で美術教師、二十二歳。喫煙者。桜高男子の憧れの的であったが物語冒頭に妊娠のため産休に入り、多くの男子生徒たちを落胆させた。彼女も桜高の卒業生で詠子とは同級生。学生当時もその清純そうな容姿から男子に人気があったのだが、詠子いわく「けっこーワザ者」だったらしい。証券会社に勤める夫がいるが久吉の罠にはまって多額の借金を背負ってしまい、彼女自身はストレスのためお腹の子を流産した。借金の形に金春不動産子飼いのヤクザたちに輪姦され、夫の説得に従い久吉の甥である利彦の初体験の相手を務めた。それからも借金返済のため月五百万円の条件で利彦との関係を続ける（この一連の事をノヒラが撮影した8mmテープが久吉らによって奪われ、後に利彦を陥れる謀略に用いられた）のだが、夫婦の間は急速に冷え切っていった。
久吉の死後は利彦からその遺産を受け取り借金を完済したことで夫との関係は徐々に修復され、エピローグでは新たに息子をもうけていた。また利彦が芸術家として大成したことで複数の海外メディアから「偉大な芸術家に性を手ほどきした情熱的な教師」としてインタビューを受けている。

ノヒラ（野平）
利彦のクラスメイト。痘痕顔で内気、暗い性格をしているオタクで趣味は機械工作。映画監督になるのが夢で、文化祭上映用の映画『さくらの唄』の制作に大きく貢献した。映画作りに関わるまではクラスでも影の薄い存在で利彦は名前を覚えていなかった。しかしその撮影・編集センスには天才的なものを持っており、『さくらの唄』完成試写では利彦たちクラスメイトを感動させ精神的にも大きく成長する。上映会での事件後は絶望し以前の根暗な性格に戻るが、利彦の唯一の味方ともなり、彼を陥れた金春殺害のための爆弾作りに協力する。高校卒業後はアングラポルノの世界に入る。通信教育で習った空手が人生を開いたらしく、エピローグでは剛胆な性格へと変貌していた。余談だが彼の名前はほぼ一貫して「ノヒラ」と表記されており、エピローグで初めて「野平」という漢字表記が登場する。

柳原（やなぎはら）
利彦のクラスメイト。愛称：ヤナギ。納まりの悪いオールバックで、愛想が悪く不良然とした風体をしているが義に厚い。利彦・江藤・神田とよくつるんでいる。二年生時は別のクラスだったのか当初利彦は柳原のことを知らなかった。また柳原自身も利彦に対して無愛想な態度をとっていたのだが高校生活を送るなか徐々に打ち解けていった。掛け持ちなのかどうかは不明だが、コンビニとレストランの厨房でバイトをしている。荒事に強く、犬を苛めていた工業高校の不良に蹴りをみまったり、我を忘れて仲村真理に迫った利彦を殴りつけたりしている。エピローグでは一般企業に就職したらしくスーツ姿であった。

江藤
利彦のクラスメイト。坊主頭で利彦・神田・柳原とよくつるんでいる。校則違反ではあるが原付バイクで登校していたところ、敵対関係にあった工業高校の不良に絡まれ怪我をするが去り際に反撃して武勇伝を作った。

神田
利彦のクラスメイト。メガネをかけた七三頭で老け顔。利彦・江藤・柳原とよくつるんでいる。ノリがよく、いいガタイをしている。

新美（にいみ）
桜高の美術部部員。利彦・仲村真理と同じ画塾に通っている。自称芸術優等生で利彦を見下した発言が多いが、利彦と三ツ輪先生の情事の内容を利彦自身から教わりながら自慰行為するなど俗物。

### その他
仲村真理の父
画商をしている資産家。若い頃は肖像画家で有名だったが父親(真理の祖父)に家業を継ぐよう説得され、得意先の娘と結婚し断筆した。描くことを諦めきれないのか、幼い真理に絵を教える傍ら自分の絵の腕を誇らしげに自慢することが多く真理を悩ませた。荻原と違い下町に住む利彦たちを見下すことはなかったものの、利彦が金春の甥と知って真理にデートを誘わせたり、アメリカで成功後の利彦と真理のつてで絵の取引きをしたりと商売人として現実主義者である。

萩原 陣
G美大の学長。仲村真理の父の会社の上得意先で、息子のカズノリを真理と結婚させたがっている。利彦たち一般人の住む坂下町を「ゴミゴミと汚らしい街」と嫌っており、そこの住民たちを見下している。

マルセル・クリスプ
アメリカ美術界の権威。コンクールの審査のため来日し、利彦の芸術的才能を見出す。

## 単行本
ヤングマガジンコミックス版（全3巻、講談社）※絶版
- 第1巻 1991年6月発売 ISBN 4061022741
- 第2巻 1991年9月発売 ISBN 4061022873
- 第3巻 1991年12月発売 ISBN 4061022997　※成人指定

講談社漫画文庫版（全2巻、講談社）
- 上巻 2001年4月発売 ISBN 4062609630
- 下巻 2001年4月発売 ISBN 4062609649

講談社BOX版（全2巻、講談社）
- 上巻 2006年11月1日発売 ISBN 4062836009
- 下巻 2006年12月4日発売 ISBN 406283605X